# تئودورا ریچاردز
تئودورا ریچاردز (انگلیسی: Theodora Richards؛ زادهٔ ۱۸ مارس ۱۹۸۵) یک مدل اهل ایالات متحده آمریکا است.